# Axel!
Axel! war eine deutsche Comedy-Serie mit Axel Stein in der Titelrolle, in der Episoden aus dem Leben der Figur Axel und seiner Freunde gezeigt werden. Die Serie wurde auf Sat.1 ausgestrahlt. Als Fortsetzung entstand eine weitere Serie mit dem Namen Axel! will’s wissen.

## Handlung
Jede Folge der Serie ist in etwa gleich aufgebaut. Den Rahmen einer jeden Folge bilden die wöchentlichen Sitzungen Axels bei seiner Psychologin. In den Sitzungen schildert er ihr sein turbulentes, junges Leben, was dem Zuschauer durch Rückblenden verdeutlicht wird. Zum Teil sind die Rückblendungen bzw. Erzählungen Axels aber auch nur fiktiver Natur, da er seine Psychologin reizen möchte. Die Protagonisten in seinen Erzählungen sind er selbst sowie seine besten Kumpels Basti und Bong. Trotz ihrer Charakterunterschiede kann die Drei niemand auseinanderbringen. Basti ist eher der schüchterne, unsportliche Tüftler mit Hornbrille, Bong ist ein gut aussehender Freak, der aufgrund seiner Liebe zu Marihuana zu seinem Spitznamen kam, und Axel ist sehr impulsiv und reißt die beiden anderen immer wieder mit.

## Episoden

### Staffel 1
- 1. Liebe und andere Peinlichkeiten
- 2. Freunde und andere Feinde
- 3. Frauen und andere Drogen
- 4. Keine Hochzeit und ein Todesfall
- 5. Bude, Dame, König
- 6. Jobs und Flops
- 7. Axelcalypse Now
- 8. Die Reifenprüfung
- 9. Echte Männer tanzen nicht
- 10. Verschlossene Gesellschaft
- 11. Cats erst recht
- 12. Camper sind Kumpel
- 13. Gruppenbild mit Axel

### Staffel 2
- 14. Mamas neuer Freund
- 15. Der IQ-Test
- 16. Der Einbruch
- 17. Das Konzert
- 18. Die Brasilianerin
- 19. Der Mord
- 20. Der Unfall
- 21. Das Billardspiel
- 22. Das Sammlerstück
- 23. Der Kampf
- 24. Der Vater
- 25. Das neue Auto
- 26. Die große Liebe
- 27. Das erste Mal
- 28. Der Lottogewinn
- 29. Die Doppelgängerin
- 30. Das Gespensterschloss
- 31. Der neue Job
- 32. Der Guru
- 33. Das Footballspiel
- 34. Das Testament
- 35. Das Abitur

## Auszeichnungen
- Axel Stein und Johnny Challah wurden 2003 je für einen Deutschen Comedypreis nominiert.

## Trivia
- In der Folge Verschlossene Gesellschaft erfährt man den Namen der Psychologin: Dr. Eva-Maria Buntscheck. Dabei wird der Vorname während des Saufgelages mit Axel von ihr selbst erwähnt, indem sie ihm das Du anbietet. Der Nachname wird von der Putzfrau am Ende der Folge genannt.
- In der Folge Camper sind Kumpel spielen Basti, Bong und Axel ein Spiel, bei dem eine Person einen Film pantomimisch darstellen und die Anderen ihn erraten müssen. Basti muss sich dabei kaum bewegen und Bong liegt stets richtig. Aber bei Axel haben die Zwei Probleme, auf die Filme zu kommen, obwohl es äußerst offensichtlich ist. Als Axel die Rolle von John Travolta in Pulp Fiction darstellt, nennt Bong die Titel Schule, Harte Jungs, Knallharte Jungs sowie Feuer, Eis und Dosendingsda (gemeint: Feuer, Eis und Dosenbier). Das sind allesamt Filme, in denen Axel Stein eine größere Rolle spielte.